# Club Atlético Independiente
Ej att förväxla med den ecuadorianska fotbollsklubben CSD Independiente del Valle.

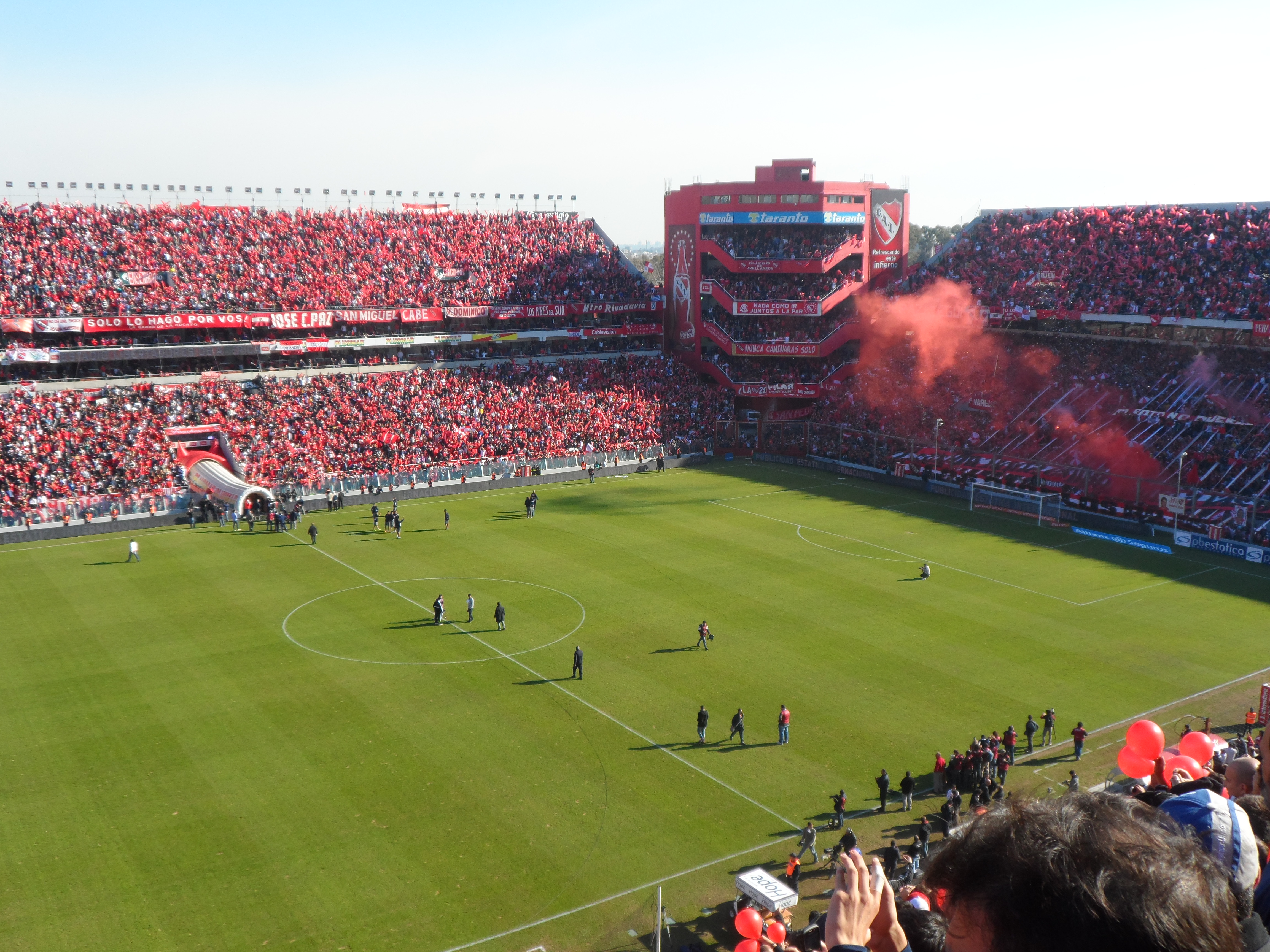

Club Atlético Independiente, bildad 1 januari 1905, är en fotbollsklubb från Avellaneda i de södra delarna av provinsen Buenos Aires, Argentina. Smeknamnet "Los diablos rojos", "de röda djävlarna" kommer från deras helröda dräkter. Arenan heter "Libertadores de América" och klubbens främsta rivaler är Racing Club de Avellaneda från samma ort.
Independiente är det fotbollslag som tagit flest internationella titlar, tillsammans med AC Milan och Real Madrid.

## Kända spelare
- Sergio Agüero

## Bildgalleri

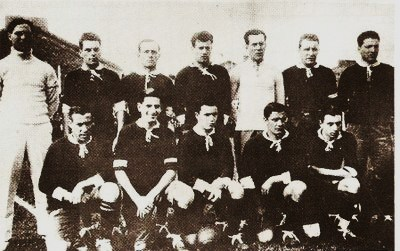
Lagbild från 1926.
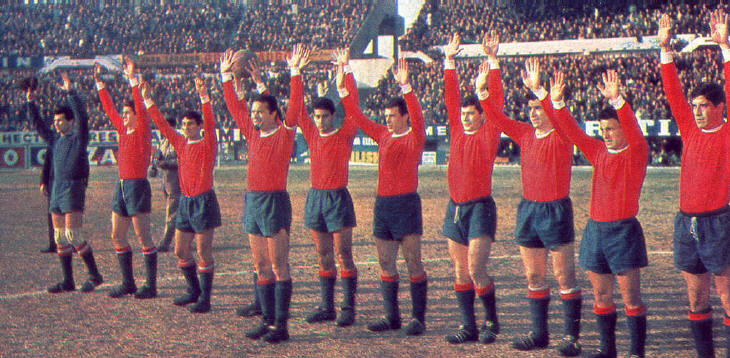
Laget 1965.
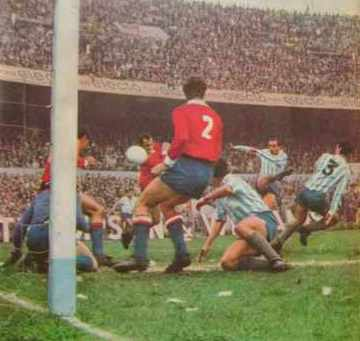
Matchbild från 1968.